# Jasmine Hutton
Pour les articles homonymes, voir Hutton.
Jasmine Hutton, née le 5 avril 1999 à Brighton, est une joueuse professionnelle de squash qui représente l'Angleterre. Elle atteint la 16e place mondiale en avril 2025, son meilleur classement. Elle est championne britannique en 2022 et 2023.

## Biographie
Elle participe aux championnats du monde 2019-2020 s'inclinant au premier tour face à la championne du monde junior Hania El Hammamy. 

## Palmarès

### Titres
- PSA Womens Squash Week 2025
- Championnats britanniques : 2 titres (2022, 2023)
- Championnat d'Europe par équipes : 3 titres (2022, 2023, 2025)

### Finales
- Championnats britanniques : 2020
- Championnats d'Europe par équipes : 2024